# Crescencio III

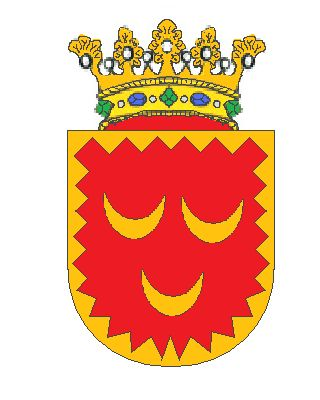
Escudo de la familia Crescenzi.

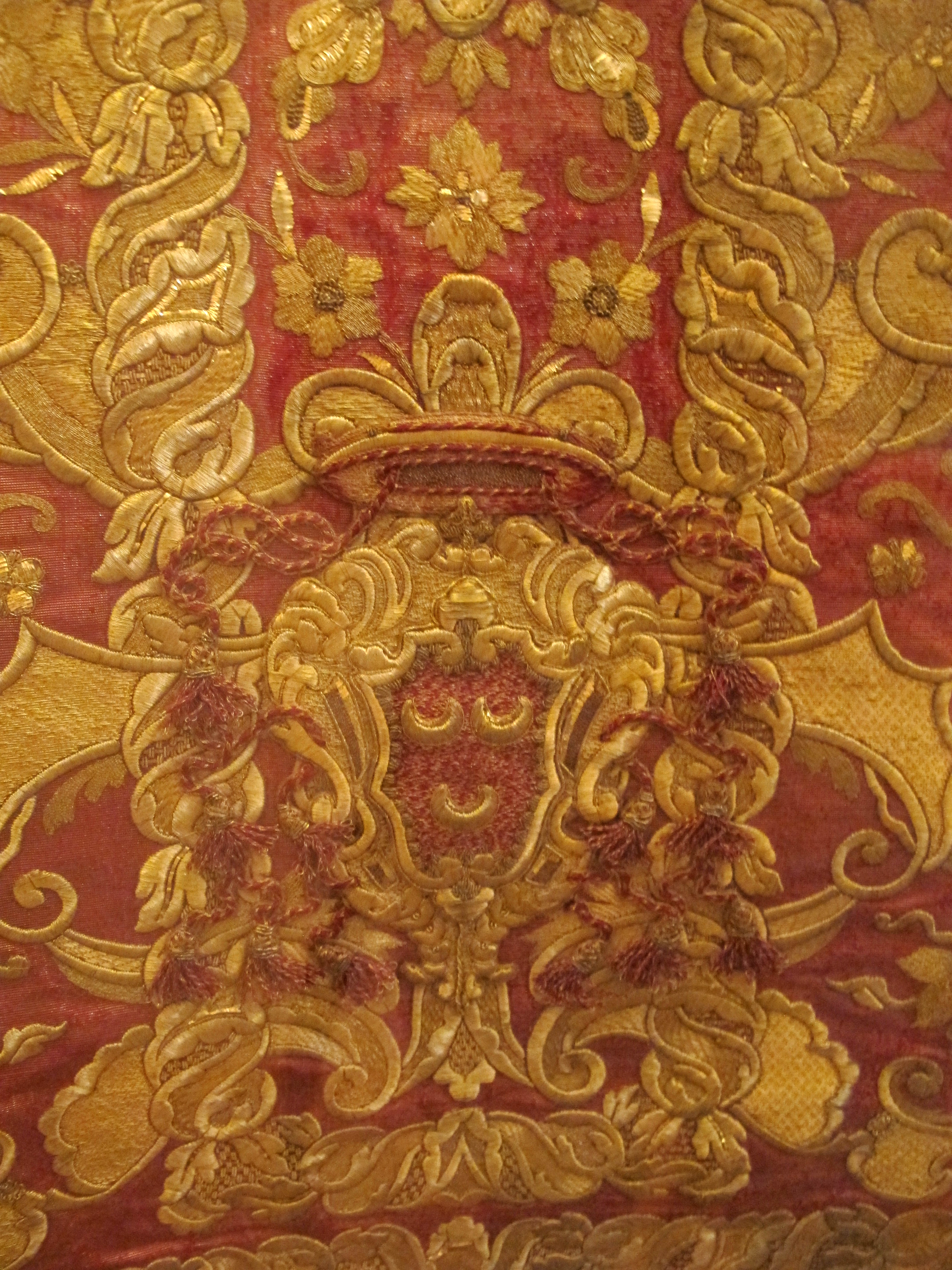
Pianeta rossa con stemma cardinale marcello cerscenzi, in gros de tours laminato, ricamato con argento e oro filato, 1750 ca.

Crescencio III (¿?-1012), noble romano, hijo de Crescencio II y miembro de la familia Crescenzi, participó en 1001 en un levantamiento que provocó la huida del emperador Otón III, que entonces residía en Roma, y del papa Silvestre II, que como primer papa de nacionalidad francesa no contaba con la simpatía de la nobleza y el pueblo romano.
Tras esta expulsión, Crescencio III asume el poder en Roma y, desde el 1002, pasa a ostentar los títulos de cónsul y patricio romano.
Tras la muerte de Otón III, Crescencio permite el retorno del papa Silvestre II el cual permanecerá durante todo su pontificado, al igual que los tres siguientes Papas, Juan XVII, Juan XVIII y Sergio IV, bajo el dominio de Crescencio.
Crescencio III fallece en 1012 y con él desaparece la dinastía de los Crescencios de la historia de Roma.